# La vaca Connie
La vaca Connie (Connie the Cow) es una serie de dibujos animados creado por Josep Viciana, Alan Gregg, Vince Commisso, Marlee Kriegman, Deborah Forte, y Steven McLean Folks, la música compuesta por Josep Roig Boada, Alan Rosen, Vince Matlin, Marlee Commisso, Deborah James, y Steven Atwater. La serie se estrenó en Latinoamérica el 13 de enero de 2003 a las 2:00 a. m. hasta el 31 de diciembre de 2006 en Discovery Kids.

## Personajes
- Narrador - Es el que narra las aventuras de Connie. La voz está doblada por Óscar Redondo.[2]
- Connie - Es la protagonista de la serie. Es una vaca azul de manchas blancas. En cada episodio está dispuesta a vivir aventuras con sus amigos los animales. La voz está doblada por Marta Estrada.[2]
- Patch  - Es un perro juguetón que vive cerca de la granja de Connie. La voz está doblada por Ariadna Jiménez.[2]
- Wally - Un pájaro cantarin multicolor que vive en un árbol cerca de la granja.
- Grouch - Es un zorro que siempre está de mal humor.
- Mollie y Bill - La madre y el padre de Connie respectivamente. Le dan consejos a Connie y la ayudan con los problemas. La voz de Mollie está doblada por Esperanza Gracia y la voz de Bill está doblada por Vicente Gil.[2]
- Clara - La abuela de Connie con un sombrero con flores.
- Hedgy - Un erizo que lleva un calcetín sobre su nariz.
- Maddie - Es una oveja que su lana es de color naranja.
- Paddy y Pearl - son dos cerditos y los vecinos de Connie.